# Lidia Obojska
Lidia Joanna Obojska – polska matematyk, dr hab., profesor uczelni i dyrektor Instytutu Matematyki Wydziału Nauk Ścisłych i Przyrodniczych Uniwersytetu Przyrodniczo-Humanistycznego w Siedlcach.

## Życiorys
W 1992 ukończyła studia matematyczne na Uniwersytecie Warszawskim, 12 kwietnia 1999 obroniła pracę doktorską Geometria fraktalne i dynamika chaotyczna wiatru słonecznego, następnie uzyskała stopień doktora habilitowanego. Objęła funkcję profesora nadzwyczajnego w Instytucie Matematyki i Fizyki na Wydziale Nauk Ścisłych i Przyrodniczych Uniwersytetu Przyrodniczo-Humanistycznego w Siedlcach i Społecznej Akademii Nauk.
Piastuje stanowisko profesora uczelni i dyrektora Instytutu Matematyki Wydziału Nauk Ścisłych i Przyrodniczych Uniwersytetu Przyrodniczo-Humanistycznego w Siedlcach.